# Bieniasze (województwo podlaskie)
Bieniasze – wieś w Polsce położona w województwie podlaskim, w powiecie sokólskim, w gminie Sidra. 
W latach 1975−1998 miejscowość administracyjnie należała do województwa białostockiego.
Po zachodniej stronie wsi przepływa rzeka Sidra, dopływ Biebrzy.
Wierni kościoła rzymskokatolickiego należą do parafii Najświętszej Maryi Panny Pocieszenia w Zalesiu.